# Copa Mohamed V 1969
La Copa Mohamed V 1969 fue la octava edición del Trofeo Mohamed V. La competición de clubes se disputó en Casablanca, Marruecos. La disputaron 3 clubes invitados de la UEFA y de la Conmebol, y el Wydad, campeón de la liga marroquí. La copa fue ganada por Barcelona, que venció en la final por penales al Bayern Múnich.

## Equipos participantes
En cursiva los debutantes.
| Confederación | País                    | Equipo                  | Vía de clasificación                                  |
| ------------- | ----------------------- | ----------------------- | ----------------------------------------------------- |
| CAF           | Marruecos (Organizador) | Wydad                   | Campeón de la Campeonato Nacional de Fútbol (1968/69) |
| Conmebol      | Brasil                  | São Paulo               | Invitado                                              |
| UEFA          | Alemania España         | Bayern Múnich Barcelona | Invitados                                             |

## Desarrollo
|  | Semifinales   | Semifinales    |   |              | Final         | Final |  |
|  |               |                |   |              |               |       |  |
|  |               |                |   |              |               |       |  |
|  | 30 de agosto  |                |   |              |               |       |  |
|  | Wydad         | 0              |   |              |               |       |  |
|  | Bayern Múnich | 3              |   |              |               |       |  |
|  |               |                |   |              |               |       |  |
|  |               |                |   |              | 31 de agosto  |       |  |
|  |               |                |   |              | Bayern Múnich | 2     |  |
|  |               | Barcelona (p.) | 2 |              |               |       |  |
|  |               |                |   |              |               |       |  |
|  |               |                |   |              |               |       |  |
|  |               |                |   |              | Tercer lugar  |       |  |
|  | 30 de agosto  | 30 de agosto   |   | 31 de agosto | 31 de agosto  |       |  |
|  | Barcelona     | 2              |   | Wydad        | 0             |       |  |
|  | São Paulo     | 0              |   |              | São Paulo     | 3     |  |

### Semifinales
| 30 de agosto de 1969 | Wydad | 0:3 (0:2) | Bayern Múnich                  | Mohammed V, Casablanca |  |
|                      |       |           | - Müller 1' 37' - Omhansen 62' |                        |  |

| 30 de agosto de 1969 | Barcelona       | 2:0 (2:0) | São Paulo | Mohammed V, Casablanca |  |
|                      | - Palau 26' 36' |           |           |                        |  |

### Tercer puesto
| 31 de agosto de 1969 | Wydad | 0:3 (0:2) | São Paulo                           | Mohammed V, Casablanca |  |
|                      |       |           | - Monsovi 9' (a. g.) - Vavá 17' 56' |                        |  |

### Final
| 31 de agosto de 1969               | Barcelona              | 2:2 (1:2) | Bayern Múnich                   | Mohammed V, Casablanca |  |
|                                    | - Zaldúa 4' - Rifé 62' |           | - Gallego 8' (a. g.) - Roth 15' |                        |  |
| Primer final definida por penales. |                        |           |                                 |                        |  |

| Bandera de España           |
| Campeón Barcelona 1° título |

## Goleadores
| Jugador  | Equipo        | Goles |
| -------- | ------------- | ----- |
| Palau    | Barcelona     | 2     |
| Müller   | Bayern Múnich | 2     |
| Vavá     | São Paulo     | 2     |
| Zaldúa   | Barcelona     | 1     |
| Rifé     | Barcelona     | 1     |
| Roth     | Bayern Múnich | 1     |
| omhansen | Bayern Múnich | 1     |

## Estadísticas
| Pos. | Equipo        | Pts | PJ | PG | PE | PP | GF | GC | Dif. | Rend. |
| ---- | ------------- | --- | -- | -- | -- | -- | -- | -- | ---- | ----- |
| 1    | Barcelona     | 3   | 2  | 1  | 1  | 0  | 4  | 2  | 2    | 75%   |
| 2    | Bayern Múnich | 3   | 2  | 1  | 1  | 0  | 5  | 2  | 3    | 75%   |
| 3    | São Paulo     | 2   | 2  | 1  | 0  | 1  | 3  | 2  | 1    | 50%   |
| 4    | Wydad         | 0   | 2  | 0  | 0  | 2  | 0  | 6  | -6   | 0%    |